# Али Шариати
Али Шариати Мазинани (персијски: علی شریعتی مزینانی‎‎; 23. новембар 1933—18. јун 1977) је био ирански револуционар и социолог који се бавио социологијом религије. Сматра се једним од најутицајнијих иранских интелектуалаца 20. века  и називан је својевремено идеологом иранске револуције.

## Биографија
Али Шариати је рођен 1933. године у Кахаку (село у Мазинану), предграђу Сабзевара, који се налази на североистоку Ирана. Чланови породице са очеве стране су били свештеници. Његов отац, Мухамед-Таки, био је учитељ и исламски учењак, и он је 1947. године отворио „Центар за ширење исламских истина“ (Машхад, Хорасан провинција), друштвени исламски форум који се уплео у покрет за национализацију нафте 50.-их година 20. века. Шариатијева мајка је пореклом из ситне земљовласничке породице из Сабзевара, малог града близу Машхада.
Кроз године проведене на Учитељском факултету у Машхаду, Шариати је био у додиру са младим људима који су били из мање привилегованих економских слојева друштва, и први пут је видео немаштину и потешкоће који су постојали у Ирану у том периоду. Истовремено, био је изложен многим утицајима Западне филозофске и политичке мисли. Покушао је да објасни и пружи решења за проблеме са којима су се суочавала муслиманска друштва кроз традиционалне исламске принципе уплетене са разумевањем савремене социологије и филозофије. Његови чланци из тог доба, које је писао за машхадске дневне новине Khorasan, показују његов развијајући еклектицизам и познавање идеја савремених мислилаца, попут Џемалдина ал Авганија, Мухамад Икбала, Пакистанца, као и Сигмунда Фројда и Алексис Карела.
Године 1952, год. је постао средњошколски професор и основао је Удружење исламских ученика, што је довело до његовог хапшења након демонстрација 1953. године. Када је збачен Мосадек, постао је члан Националног фронта. Дипломирао је на Универзитету у Машхаду 1955. године. Поново је ухапшен 1957. г. од стране иранске полиције, заједно са још 16 чланова Националног покрета отпора.
Након тога, Шариати је успео да добије француску стипендију и наставио постдипломске студије на Сорбони у Паризу. Напустио је Париз након добијања доктората из социологије 1964. године на Сорбони. У том периоду, у Паризу, Шариати је почео да сарађује са алжирским Националним Ослободилачким Фронтом (FLN) 1959. године. Следеће године, почео је да чита Франца Фанона и превео је антологију његовог рада на персијски. Шариати је увео Фанонову мисао у кругове иранских револуционарних емиграната. Ухапшен је у Паризу у току демонстрација-сећања на Патриса Лумумбу 17. јануара 1961. године.
Исте године се придружио Ибрахиму Јаздију, Мустафи Чамрану и Садегу Кутбзадеу у оснивању иранског Покрета слободе у иностранству. Наставио је усавршавање социологије и историје религије 1962. године, и пратио је предавања познатих оријенталиста Луја Масињонаа, Жака Берка и социолога Жоржа Гурвича. Такође је, исте године, упознао филозофа Жан-Пола Сартра и у Ирану издао књигу Џалал Ал-е Ахмада „Gharbzadegi“.
Вратио се у Иран 1964. г. где је био ухапшен због субверзивне политиче активности док је био у Француској. Пуштен је након неколико недеља, после чега је почео да предаје на Универзитету у Машхаду.
Шариати затим одлази у Техеран, где је почео да држи предавања на институту Хосеинија ершад. Предавања су се показала изузетно популарним међу студентима и ширила су се од уста до уста у свим секторима друштва, укључујући средњу и вишу класу, међу којима је интересовање за његова учења почело изузетно да расте
Шариатијејев константни успех је поново пробудио интересовање власти, које су га ухапсиле поново, заједно са многим његовим студентима. Распрострањени притисак популације и међународно негодовање су коначно довели до његовог пуштања на слободу, након 18 месеци у самици 20. марта 1975. године.
Шаријатију је било дозвољено да напусти државу и да оде у Енглеску. Умро је три недеље касније, у болници у Саутхемптону, под „мистериозним околностима“, иако је у Али Рахманиејвој биографији забележено да је умро од срчаног удара. Шариатије сахрањен поред Сејујиде Зејнеб, унуке посланкка Мухамеда и ћерке Алије-а у Дамаску, где често долазе ирански ходочасници.

### Погледи на свет
Шариати је био истакнути исламски филозоф који је тврдио да добро друштво треба да буде у складу са исламским вредностима; тврдио је да би улога владе требало да буде да води друштво на најбољи могући начин, а не да управља друштвом на најбољи могући начин. Он је веровао да најученији чланови улеме (свештенства) треба да играју улогу у вођењу друштва, јер они најбоље разумеју како управљати исламским системом вредности, засниваним на учењима пророка и дванаест имама. Тврдио је да је улога свештенства да води друштво у складу са исламским вредностима како би људи напредовали до својих највиших потенцијала, а не да се служе хедонистичким жељама индивидуалаца као на Западу.
Шаријатијева дела су била под великим утицајем идеологизације Трећег света са којом се сусрео као студент у Паризу, идејама да би класни рат и револуција довели до правичног бескласног друштва, с једне стране, а с друге стране, довели до епистемолошког деколонијалистичког размишљања његовог времена. Сматра се да је усвојио идеју Gharbzadegi од Џалал Ал-е Ахмада и дао јој најживахнији и најутицајнији живот.
Тежио је ка томе да претвори ове идеје у културне симболе шиитског ислама на које би Иранци могли да прихвате. Веровао је да шиити не би требало само да чекају повратак дванаестог имама, већ да активно раде ка томе да убрзају његов повратак борећи се за социјалну правду, „чак до тачке прихватања мучеништва“, говорећи „сваки дан је Ашура, свако место је Карбала“. Кад је писао писма Фанону, за разлику од њега, Шариати је веровао да није истина да се религија мора оставити по страни у борби против империјализма. Шариати је такође веровао да људи могу да се боре са империјализмом искључиво кроз опоравак свог културног идентитета. У неким земљама је такав идентитет повезан са верским основама. Позивао се на максиму повратка себи.

### Шариати и социјализам
Чини се да је његова тежња ка социјализму као идеји почела са превођењем књиге с арапског о Абу Зару, првим представником исламског социјализма и савремиником Посланика. Неки мислиоци су чак називали Шариатија модерним Абу Заром у Ирану.
У свим његовим мислима постоји инсистирање на неопходност револуционарне акције, веровао је у то да марксизам трећем свету није могао да пружи идеолшко средство за сопствену слободу. Једна од његових премиса је да је ислам по природи револуционарна идеологија. Стога би ислам могао бити прихваћен као идеологија у савременом свету. Према Шаријатију, историјски и оригинални темељ људских проблема је у настанку приватног власништва. Сматра да је, у савременом добу, појава машине друга најфундаменталнија промена човечанства. Штавише, приватно власништво и појава машине сматра двема заокретима историје. Међутим, Шариати критикује историјски развој религије и савремених филозофских и идеолошких покрета који имају везе и са приватним власништвом и са појавом машина.

#### Епистемологија
Шариати је развио идеју социјалних, културних и историјских непредвидивости верског знања у социологији. Шариати је веровао у земаљску религију и у друштвени контекст у коме се тумачи значење друштва. Такође је наглашавао да религију разуме историјски јер је социолог. Као што је сам рекао, бавио се историјским и друштвеним јединством (тавхид), а не истином узвишене књиге Курана, или Мухамедом или Алијом.

## Филозофија историје
Потпуно супротно од Хегела и његове филозофије историје, Шариати је веровао да није тачно да је цивилизован човек мање свестан од данашњих људи, али да постоји разлика међу њима. Цивилизован човек је могао да говори о себи више него Свемир и нови људи који су заузети стварношћу и Свемиром у којем нема места за њих и за мистицизам и религију. Наравно, он зна за кретање душе у Хегеловој филозофији и историји као у једном смислу тачне.

## Политичка филозофија
Прво критикује западну либералну демократију. Указује на то да постоји директна веза између демократије, либерализма и пљачкања држава. Такође напомиње чињеницу да је владајући економски систем либералних демократија неправедан и да контрира правима људи. Он тврди да у таквом друштву, неко ко је слаб је већ изложен поразу и уништењу. Постоје основе Шаријатијеве мисли на критике о либералној демократији. Прва основа је везана за контраст између религијског и нерелигијског погледа на свет. У ствари, он објашњава историју, друштво и човека према монотеистичком погледу на свет. Он представља либерализам као нешто са неједнакошћу и дискриминацијом. Шариати верује да се влада Имама Алија може сматрати као најбољи облик демократије. Ту демократију је назвао Демократија посвећености. Чини се као да Шариати не признаје дефиницију демократије базирану на објашњенима запада, иако он нема проблем са демократијом. Према његовим речима, религијска влада је право муслиманских грађана што се демократије тиче. Он верује да је један од основних проблема западне демократије демагогија. Данас су гласови бирача усмерени на посебне канале уз помоћ рекламних инструмената. Тврди да је западна демократија базирана на злату, окрутности и преварама.

### Демократија посвећености
Да би боље објаснио демократију посвећености, он прво прави разлику између два концепта. Један од њих је сијасат (ар.) а други је политика. Сијасат је филозофија коју спроводи која преузима одговрност за промене друштва које још не постоји. У ствари, сијасат је прогресивна и динамична ствар. Циљ владе у филозофији сијасата је да промени социјалне темеље, институције и чак све норме друштва, конкретно, културу, моралност, жеље итд. Напросто, сијасат жели да учини људе да постоје. У супротном, нема прављења политике. Другим речима, полтика не чини људе. Наравно, Шариатију се више допада сијасат јер је прогресивнији. Сматра је грађењем човека. Његова утопија се састоји од три концепта: гносис, једнакост и слобода. Демократија посвећености се појавила у његовом предавању на Хосејнија ершад институту. Према његовом мишљењу, Имам је онај који жели да води људе не само у политичким, социјалним и економским димензијама, већ у свим димензијама постојања. Он верује да је Имам жив свуда и увек. С једне стране, имамат није метафизичко веровање, већ филозофија вођења револуције. Додао је да Имам мора да води људе не према својој пожуди, већ по исламској идеологији и аутентичним вредностима. Ово је изнео у предвању о имамату и нацији.

## Социологија
Будући да је био познат међу учењацима и религијским мислиоцима, за њега су говорили да је прихватао рационалност Запада. Шариати је био упознат са теоријским основама западне цивилизације и називао их је са tajadod (модернизација). Наглашавао је прихватање цивилизације и критиковао је модернизацију. Такође је схватао значај емпиријске науке и знања. Ценио је емпиријску методологију. Такође је критиковао традиционализам због занемаривања научне методологије. С друге стране, критиковао је модернисте због тога што су мешали западне идеолошке теорије са валидном научном епистемологијом. Према његовим речима, знање разума је очигледно. Стога је предложио да се на разум гледа као на аксиом за схватање других извора, конкретно Свете Књиге, тј. Курана, традиције, биографије светих људи. Такође је негирао консензус као начин договора у стварима вере. Инсистирао је на концептима знања и времена уз помоћ Свете Књиге и традиције. Због тога је истакао важну улогу методологије и промену тачке гледишта. Шариати, који је волео Жоржа Гурвича у анализи социологије, веровао је да не постоји посебан шаблон анализе социјалних питања и историјских догађаја. Сматрао је да не постоји јединство религије и друштва, већ да постоје бројне религије и друштва. Критиковао је западне идеологије као што су национализам, либерализам, марксизам итд. Он тврди да не постоји усаглашеност између западне идеологије и иранског друштва. Према његовом мишљењу, демократија није сагласна са револуционарном еволуцијом и напретком. Једна од његових критика је негирање духовности у западној идеологији. У ствари, те идеологије покушавају да зауставе људе да достигну трансцендентне циљеве и било какво еволутивно кретање. Јако оштро је критиковао капитализам. Насупрот томе, дивио се социјализму због тога што наводи људе ка еволуцији и ослобађању од утилитаризма. Такође је оштро критиковао Карл Маркса. Према Шариатијевом мишљењу, Маркс је сматрао да је економија темељ друштва, док је, насупрот томе, Шариати сматрао да је човек темељ друштва, а не економија.

## Модерна проблематика
Према Шаријатијевом мишљењу, историја човека се састоји из две фазе: фаза колективитета и фаза приватног власништва. Он објашњава да је прва фаза заправо фаза колективитета која се бави социјалном једнакошћу и духовним јединством. Али друга фаза, у коју спада наше доба, се може сматрати доминацијом над многима од стране једног. Друга фаза почиње са појавом приватног власништва. Постоји више типова приватног власништва у људској историји као на пример: робовласништво, кметство, феудализам и капитализам. Према друштвеној својини, сви материјални и духовни ресурси су доступни свима. Али монопол је обузео људско друштво. Према Шаријатијевом миљењу је управо приватно власништво узрок свих модерних проблема. Оптерећеност монополом се манифестовала кроз историју у различитим облицима. На пример, у древним временима су постојале робовласничке економије које су данас транслирале у капиталистичка друштва. Шариати је сматрао да је машинизам (зависност од машина) последња фаза приватног власништва. Машинизам је почео у деветнаестом веку и људи се суочавају са многим проблемима проистеклим из махинизма.

## Погледи других на Шаријатија
Постоји много присталица и противника Шаријатијевих погледа на свет. Мора се обратити пажња на чињеницу да ставовин Шаријатија из раних дана Исламске републике Ирана, нису оно што су му приписвале неке револуционарне групе. Штавише, Шариати је био довљно позната личност. Према речима Сејед Алија Хаменеија, Шариати је имао и позитивне и негативне особине. Он је сматрао да није фер да се Шариати сматра неким ко је био у оштрим несугласицама са исламском свештенством. Једна од позитивних особина Шаријатија је била та што је објашњавао појам прогресије простим и одговарајућим језиком за своју генерацију. Шариати не само да није био противник свештенства, већ је веровао у намере и њихове тенденције. Неки учењаци, попут Елизабете Ф. Томсон, покушали су да увиде неке сличности између Шаријатија и његове улоге у исламској револуцији у Ирану и Сајида Кутба у Египту. Једна од сличности је да су обојица поплочали пут до неизбежне револуције у Ирану и Египту. Обојица су имала жељу да доминира исламска култура. Обојица су волели револуционаран приступ владајућим вредностима и нормама. За њих је исламизам трећа опција, заједно са америчким и руским обрасцима. Истовремено, они нису били потпуно утопијски настројени, него су делом били исламисти. Разлика између њих је да је Шариати био међу левицом, а Кутб међу конзервативцима. Према мишљењу Телеганија, Шариати је био мислилац који је покренуо школу револуције. Школа је наводила младе да револуционарно делују. Бехешти тврди да је Шариатијев рад главни разлог исламске револуције. Према мишљењу Хамида Енајата, Шариати не само да је био теоретичар, него и присталица исламског радикализма. Он је веровао да се Шариати може сматрати оснивачем исламског социјализма. Стога Енајат сматра да је Шариати неко ко је много вољен и популаран у исламском радикализму и социјализму. Наклоност младих према Шаријатију је била већа него према било ком другом исламском интелектуалцу.
Према мишљењу Хамида Елгара, Шариати је био најбитнији идеолог исламске револуције. Насупрот томе, неки учењаци нису сматрали Шариатија за теоретичара револуције. Берк је рекао да не може да прича о Шаријатију као делу система.

## Легат
Шариатијеве најбитније књиге и говори:
- Hajj (Ходочашће)[20]
- Hubut in Kavir (Пад у Кавиру)
- Guftuguhaye Tanha’i
- Марксизам и остале западњачке заблуде: Исламска критика
- Одакле да почнемо?[20]
- Мисија слободног мислиоца[20]
- Слободан Човек и слобода Човека
- Вађење и усавршавање културналних песурса
- Мучеништво (књига)
- Алија
- Приступ за разумевање ислама
- Визија Пророка Мухамеда [20]
- Поглед на сутрашњу историју [20]
- Рефлексије човечанства
- Манифестација самообнове и реформације
- Селекција и/или избори
- Новруз, Декларација иранског живљења, вечности
- Очекивања од муслиманских жена
- Horr (Битка код Карбале)
- Kavir (Пустиња)
- Abu-Dahr
- Црвени шијја ислам против црног шијја ислама
- Џихад и шахадат
- Рефлексије забринутог муслимана на неприлике угњетених народа
- Порука просвећеним мислиоцима
- Уметност која чека Спаситеља
- Фатима је Фатима
- Филозофија преклињања
- Религија против религије
- Човек и ислам
- Устани и сведочи
- Лекције о исламологији
- Алија је сам
- Заједница и руководство
- Ми и Икбал
- Историјски детерминизам
- Шта да се уради?
- Задатак интелигенције за реконструкцију друштва

Превођења
Шариати је превео много књига на персијски језик. Осим горенаведеног Абу Зара, преводио је Жан-Пола Сартра „Шта је поезија“, књигу „Че Гевара - Герила ратовања“. Дивио се Озгану као великом марксистичком муслиману и почео је да преводи његову књигу „Боље ратовање“